# Morten Bisgaard
Morten Bisgaard (ur. 25 czerwca 1974 roku w Randers) - były duński piłkarz Odense BK, występujący na pozycji pomocnika.
Piłkarską karierę rozpoczynał w klubie z rodzinnego miasta, Randers Freja. Już jako szesnastolatek, w listopadzie 1990 roku zadebiutował w młodzieżowej reprezentacji Danii, zaś pierwszy mecz w lidze (trzecioligowe rozgrywki) rozegrał rok później. Utalentowany gracz drugiej linii zwrócił wtedy uwagę czołowych duńskich klubów. W lipcu 1992 roku trafił do Odense BK występującego w Superligaen. Trener OB pół roku później wypożyczył go do drugoligowego Viborga, z którym to Bisgaard wkrótce wywalczył awans do ekstraklasy.
Po powrocie z wypożyczenia stał się integralną częścią drużyny z Fionia Park. On i jego koledzy fantastycznie prezentowali się w rozgrywkach o Puchar UEFA - najpierw wyeliminowali Flora Tallinn, później Linfield Belfast i 1. FC Kaiserslautern. W 1/8 finału trafili na zwycięzcę Ligi Mistrzów, Real Madryt. W pierwszym meczu ulegli im na własnym stadionie 2:3, zaś w rewanżu na Estadio Santiago Bernabéu długo utrzymywał się rezultat, który premiował awansem hiszpański klub. Kiedy wydawało się, że nadzieje na awans można porzucić, piętnaście sekund przed końcowym gwizdkiem, rezerwowy Morten Bisgaard cudownym strzałem zza pola karnego zdobył bramkę na 2:0, która dała awans De Stribede. W ćwierćfinale jego drużyna została wyeliminowana przez późniejszego zwycięzcę, Parmę.
Przez następne lata wraz z Larsem Høghiem, Thomasem Sørensenem, Brianem Nielsenem, Ulrikiem Laursenem czy Torbenem Sangildem stanowił o sile OB. Jako zawodnik tego klubu, w 1996 roku zadebiutował w seniorskiej reprezentacji swojego kraju (zagrał 90 minut w meczu ze Szwecją).
Na wyspie Fionii przebywał do czerwca 1998 roku. Drużyna z miasta założonego ku czci boga Odyna na skutek potężnych problemów finansowych spadła wówczas do drugiej ligi. Po 24-letniego gracza sięgnęło wówczas włoskie Udinese Calcio. We Włoszech szło mu bardzo ciężko. Z powodu kontuzji w swoim pierwszym sezonie zaliczył zaledwie trzy występy ligowe, w drugim - dwadzieścia. Osiągnięcie okazało się wystarczające do znalezienia dla siebie miejsca w duńskiej kadrze na EURO 2000. W finałach imprezy zagrał w dwóch przegranych spotkaniach, zaś jego reprezentacja zakończyła rywalizację już po fazie grupowej, zostając niespodziewanie najgorszą drużyną mistrzostw.
Po europejskim championacie, w Udine grał jeszcze rok. Po nieudanym epizodzie za granicą wrócił do ojczystego kraju - jego nowym pracodawcą został klub trenowany przez Hansa Backe, FC København. Najpierw zdobył z nim srebrny medal (jego klub przegrał rywalizację w lidze z Brøndby) a w dwóch następnych sezonach świętował zdobycie tytułów mistrzowskich ze znaczną przewagą nad resztą rywali.
Przed sezonem 2003/04 przeniósł się na Wyspy Brytyjskie i został nowym piłkarzem Derby County. W ubiegłym sezonie w znacznym stopniu przyczynił się do awansu popularnych Baranów do Premiership. Tuż po tym sukcesie zdecydował się na powrót do Danii i ponownie został graczem Odense. Podpisał obowiązujący do 2009 roku kontrakt. Zdecydował, że po jego wygaśnięciu zakończy swoją przygodę z futbolem.
W duńskiej kadrze od 1996 roku zaliczył cztery występy.